# Parc d'État de Fort Ord Dunes
Le parc d'État de Fort Ord Dunes est un parc d'État de Californie, aux États-Unis, protégeant 6,4 kilomètres de littoral sur la baie de Monterey et créé à partir d'une partie de la base militaire de fort Ord fermée. Le parc comprend une promenade, un chemin d'accès à la plage, un sentier de 6 km pour la marche et le vélo, et des expositions interprétatives décrivant son ancienne utilisation comme zone d'entraînement militaire. Les dunes étant une zone de nidification pour les espèces sensibles, l'accès du public est limité aux sentiers et chemins. 

## Histoire
Le parc d'État de Fort Ord Dunes englobe les zones côtières du Fort Ord fermé, ancienne installation de l'armée américaine. Après avoir subi des travaux de restauration, le monument est devenu un parc d'État en 2009. Le terrain a été transféré à l'État par le National Park Service dans le cadre du programme Federal Lands to Parks. Le transfert, sans frais pour l'État, exige que le terrain ne soit utilisé qu'à des fins de parc public et de zone de loisirs à perpétuité, le gouvernement fédéral conservant un intérêt réversible si les termes de l'acte ne sont pas respectés. D'autres zones de Fort Ord sont devenues le Monument National de Fort Ord ou ont été utilisées à des fins commerciales ou éducatives. 
Le parc d'État de Fort Ord Dunes était l'un des 48 parcs d'État de Californie dont la fermeture avait été proposée en janvier 2008 par le gouverneur Arnold Schwarzenegger dans le cadre d'un programme de réduction du déficit. Les fermetures ont finalement été évitées en réduisant les heures d'ouverture et l'entretien. 

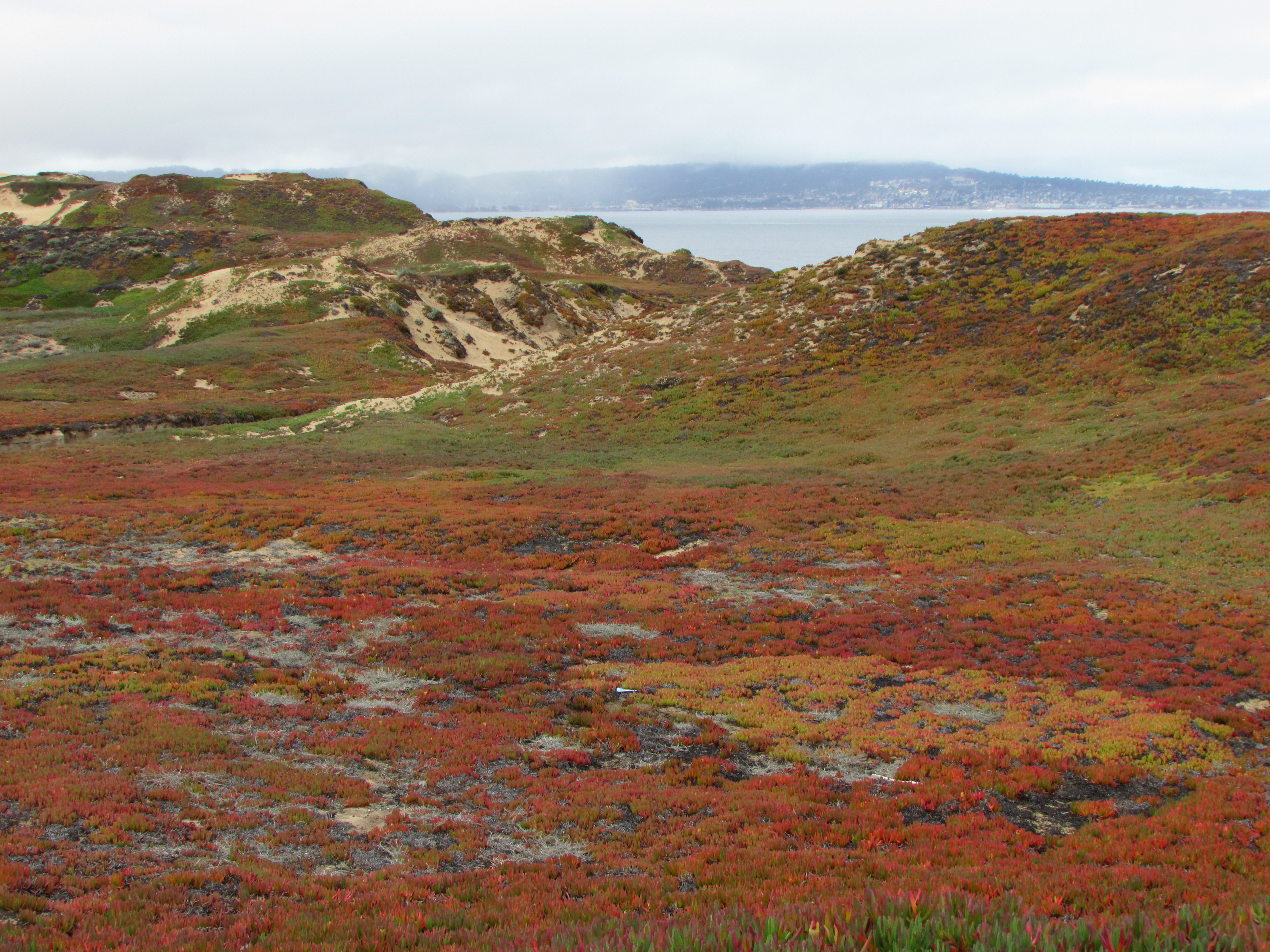
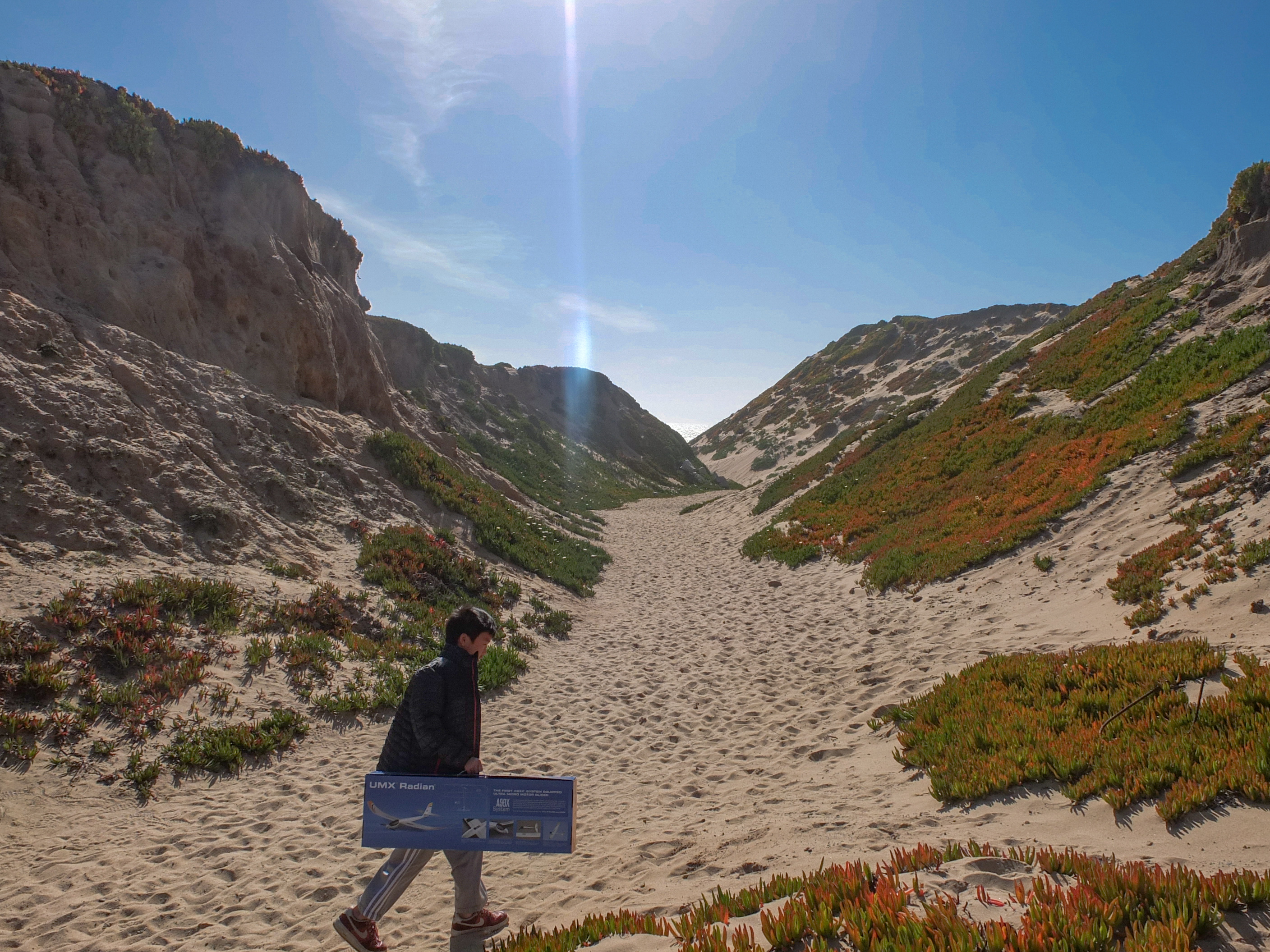
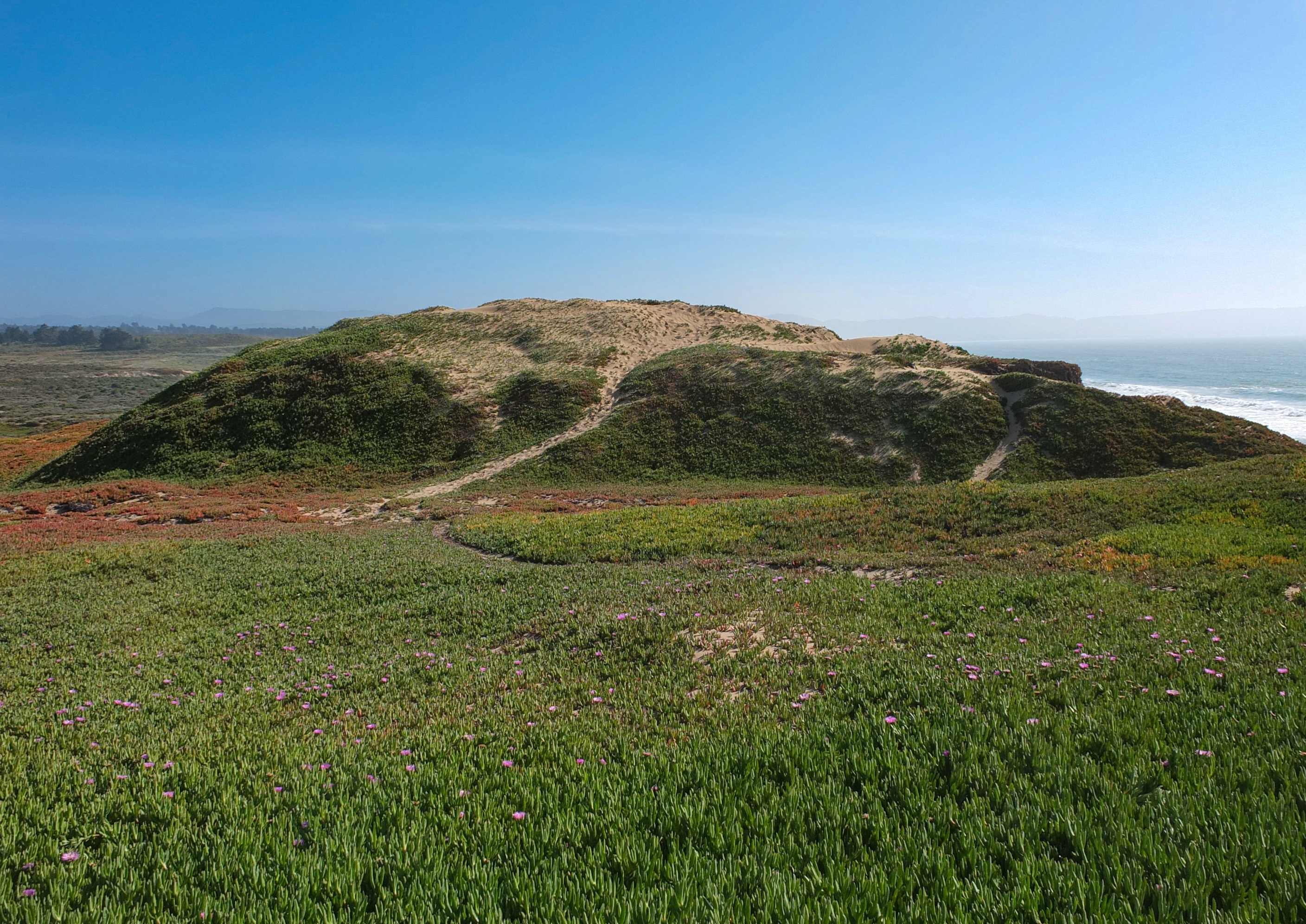
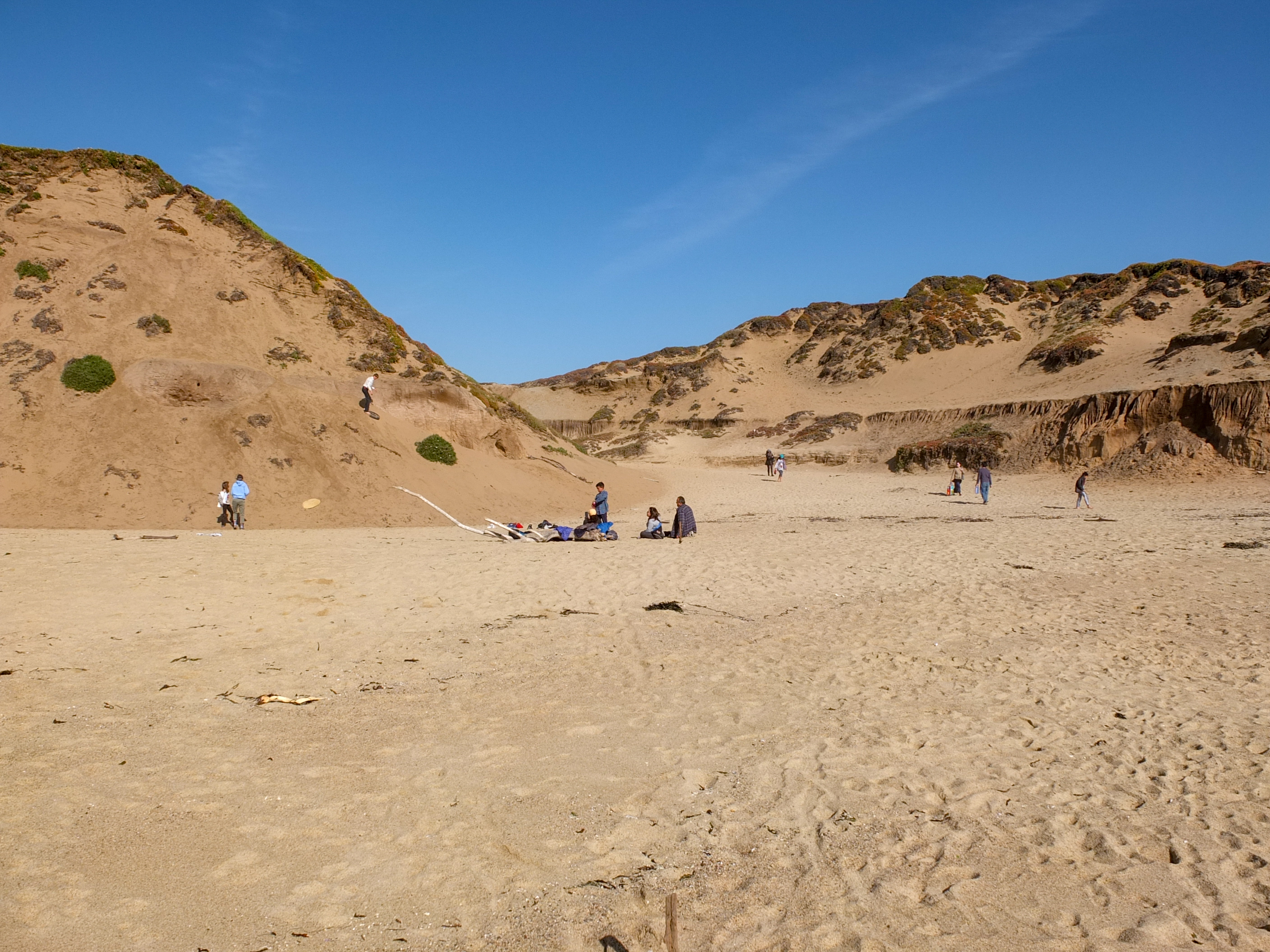
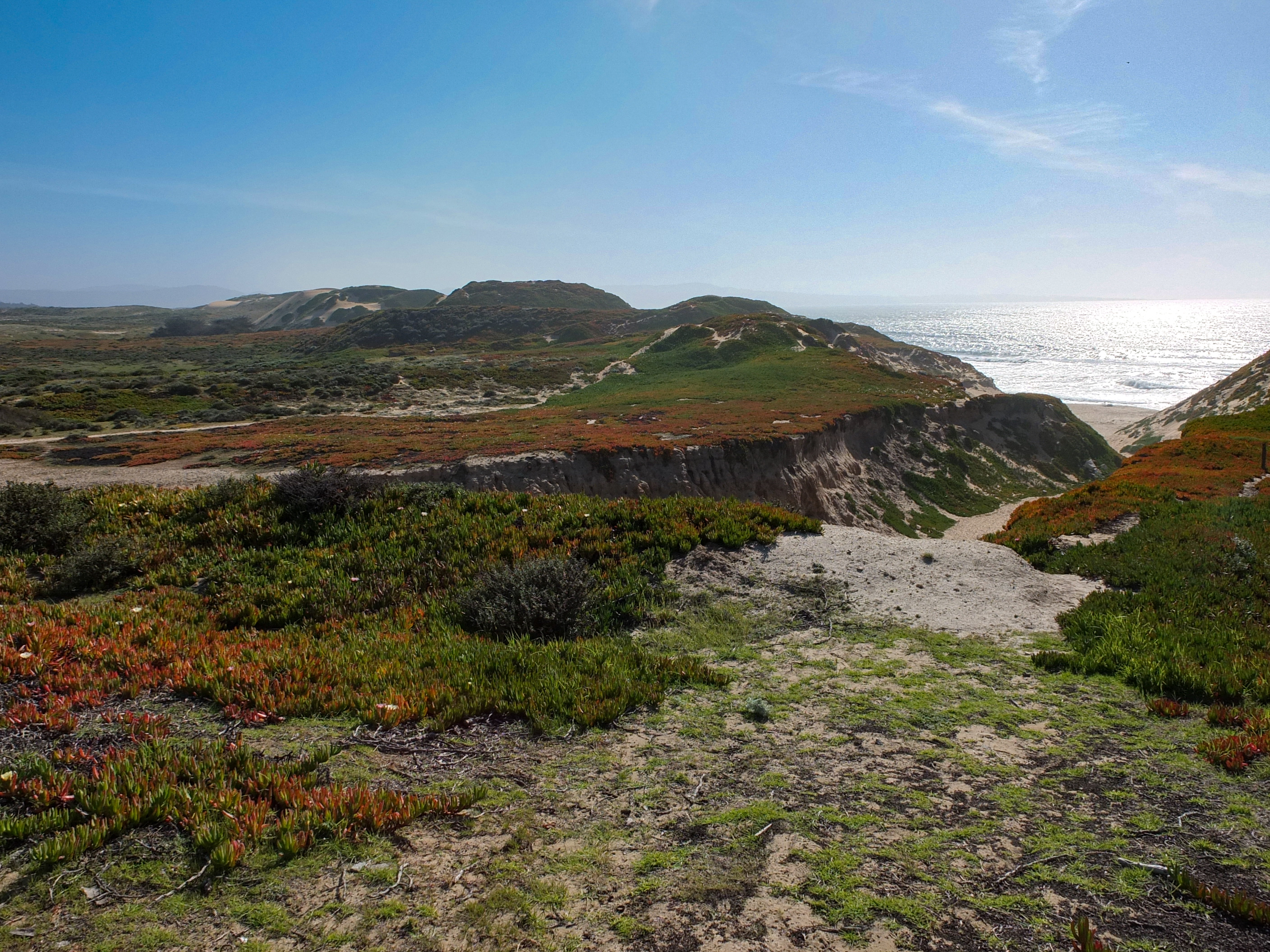

## Voir également
- Liste des parcs d'État de Californie